# Cerro Paloma
Cerro Paloma o La Paloma es un sitio arqueológico situado a 65 km al sur de Lima, en el Perú. Fue descubierto en 1966 por el arqueólogo suizo Frédéric Engel, quien desenterró los restos de aldeas superpuestas del Precerámico, o más específicamente, del periodo arcaico, cuya antigüedad es de 6.000 a. C. a 3.000 a. C.

## Ubicación geográfica
Cerro Paloma se halla de una quebrada del valle de Chilca y a 4 km del mar, en el distrito de Chilca de la provincia de Cañete, del departamento de Lima. La aldea estaba estratégicamente ubicada pues podía acceder a los variados recursos que ofrecían las lomas, el valle y el mar.

## Descubrimiento
La búsqueda paciente y perseverante de Engel puso al descubierto en 1966 un poblado de gran antigüedad, con basurales o conchales que contenían enorme cantidad de materia orgánica descompuesta, cenizas y hollín. Durante varias temporadas, en la década de 1970 y 1980, se hicieron excavaciones que sacaron a la luz los restos de 420 viviendas o chozas, entierros humanos (ubicados dentro o fuera de las viviendas), fogones, pozos de almacenaje y pozos de ofrendas y batanes con restos de peces y de pigmentos. Asimismo, destacan los restos de un recinto de piedra y barro, que pertenecerían a una construcción arquitectónica de tipo administrativo-ceremonial.
Se hallaron también puntas líticas y 33 tipos de objetos óseos, como anzuelos de diversos tipos, punzones, estólicas y cuentas para collares. Además, recipientes de calabaza y madera, sonajas, objetos de conchas y plumas.
Actualmente el sitio arqueológico se halla descuidado. Solo ha sido excavado un 10% de su tamaño total.

## Cronología
El sitio fue ocupado de manera continua durante el Arcaico Temprano y abandonado a comienzos del Arcaico Tardío (5.700 a. C. a 2.800 a. C.)
El sitio tiene varias ocupaciones o aldeas superpuestas, aunque el tamaño y la forma de estas no han sido adecuadamente estudiadas.
Las diversas ocupaciones han sido divididas así:
- Nivel 600, aprox. 6350 a. C.
- Niveles 400-500, aprox. 5600-4000 a. C.
- Nivel 300, aprox. 4000-3700 a. C.
- Nivel 200, aprox. 3700-3000 a. C.

## Viviendas o chozas
Cerro Paloma era una aldea conformada por una agrupación de viviendas o chozas, las cuales «son de diferentes tamaños, de formas circulares, elípticas y trapezoidales con las esquinas redondeadas, algunas de ellas tan bien conservadas que se pueden reconstruir completamente. Tenían soporte de sauce o manojos de caña amarrados y colocados en zanjas en las paredes interiores y exteriores. Los techos se consolidaron con grama y se cubrieron con esteras finas. Esteras hechas de gramíneas y fibras de cactus cubrían el piso. Muchas de estas viviendas contaban con un patio de perímetro».

## Entierros
En total se pusieron al descubierto 251 entierros. La posición típica del cadáver es flexionada, con las rodillas hacia el pecho y las manos sobre el rostro o la pelvis. Por lo general está envuelto en esteras de fibra vegetal y se halla enterrado en una fosa oval, de 40 cm de profundidad, debajo del piso de las viviendas o fuera de ellas. Aparentemente están conservados en sal. J. Quilter ha definido algunas pautas de estos entierros: buen número de las osamentas pertenecen a individuos jóvenes (28%); el promedio de vida es de 20 a 35 años, aunque se hallaron seis individuos de unos 50 años; la mortalidad infantil alcanza el 40 %, siendo la malnutrición un problema endémico; se presentan más casos de niñas fallecidas, lo que indicaría un control del tamaño poblacional.

## Restos arquitectónicos
Mayor importancia parecen tener los restos de un recinto cuadrangular de 9 m por lado, construido de piedra con argamasa de barro, que Engel consideró como la más antigua construcción arquitectónica de América, de hacía 3.000 a. C. Todo indica que esta construcción fue destinada a un grupo dirigente que planificaba las tareas agrícolas o artesanales y que convocaba y organizaba a los aldeanos que las ejecutaban. Todo lo cual sugiere el inicio de una jerarquización social que, con el incremento del excedente productivo, el crecimiento demográfico y la especialización artesanal, se hizo cada vez más compleja.

## Hábitos alimenticios
Los restos de deshechos alimenticios reflejan una subsistencia basada en un número muy amplio de recursos. Se encontraron restos de mamíferos, aves, reptiles, pescados, moluscos marinos y terrestres. La dieta fue básicamente de origen marino, con choros y anchovetas que constituyen el 80% de los vertebrados; les siguen en frecuencia el coco, la lorna, la cachema y la sardina. En menor cantidad aparecen mamíferos marinos como los lobos de mar y las nutrias.
El análisis botánico reveló el uso de plantas de las lomas y del valle, 36 especies o géneros en total, como cactáceas, mito (árbol frutal), molle, algarrobo y la begonia salvaje (Begonia geraniifolia) un tubérculo comestible que pudo ser una experiencia de domesticación. No hay evidencia del maíz.